# Testudo (formació)

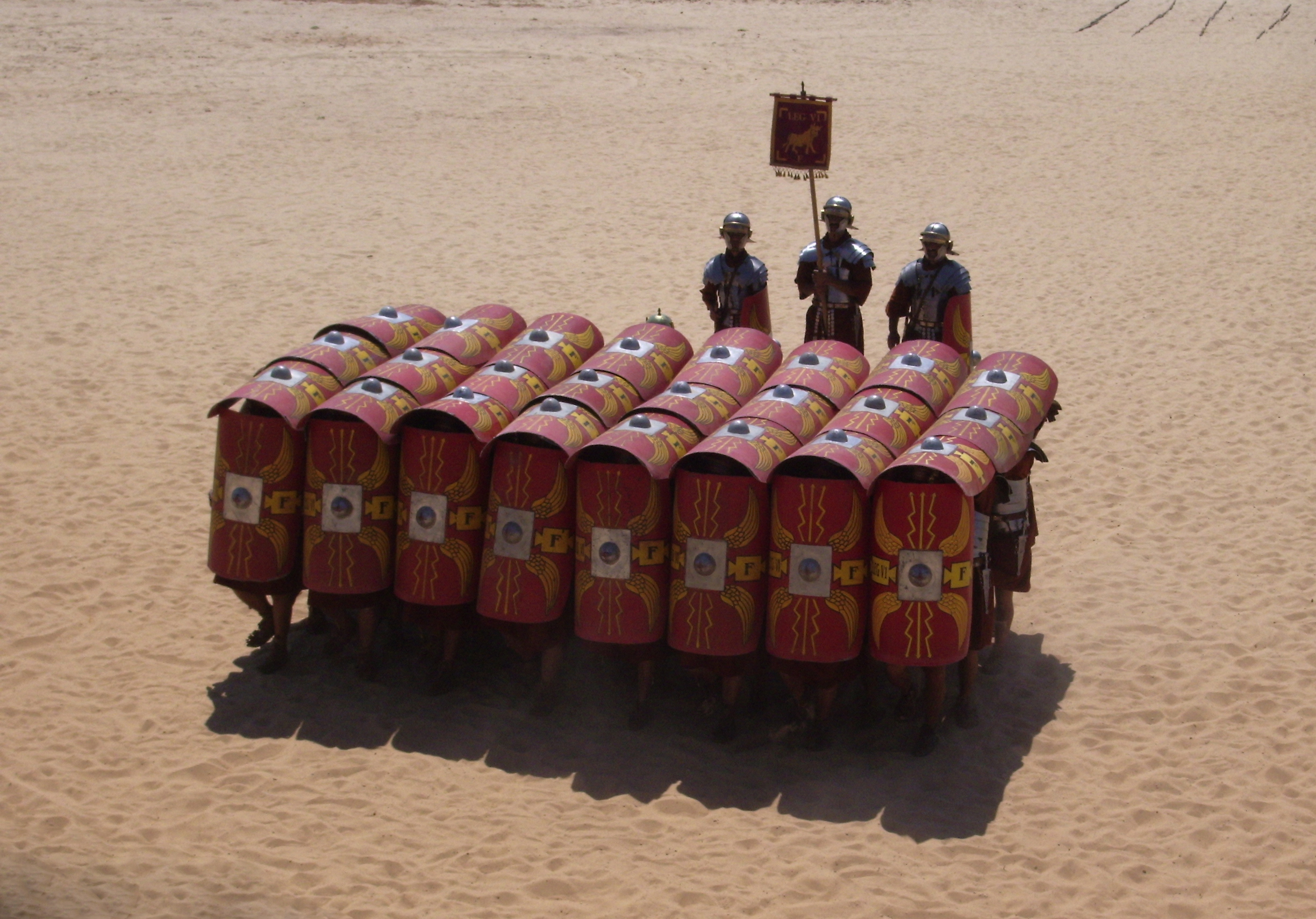
Recreació d'una formació en testudo

A l'antiga Roma, la formació en testudo o tortuga era un ordre de batalla utilitzada comunament per les legions romanes durant el combat i en els setges. El primer esment que es coneix d'aquesta tàctica és de Polibi al segle ii aC. Plutarc i Cassi Dió expliquen com Marc Antoni va fer ús d'aquesta formació durant la seva invasió a l'Imperi Part.
En la formació testudo, els legionaris es cobrien amb els seus scuti superposant-los per protegir-se, la primera fila d'homes protegia el front de la formació aixecant els escuts fins al centre de la seva cara. En cas de necessitat, els soldats dels flancs i els de l'última fila també podien cobrir els costats i la part posterior de la formació, encara que llavors la protecció de la capa d'escuts que cobria el quadre era inconclusa en reduir el seu nombre. El centurió, normalment se situava fora de la testudo per tal de tenir una bona visió de la batalla i dirigir bé els seus homes.
Es formava la testudo (testudinem facere) durant la batalla per protegir-se de les fletxes i altres projectils que llençava l'enemic, o bé, més freqüentment, per protegir els soldats quan avançaven cap a les muralles o les portes d'una ciutat per atacar-la.
De vegades els escuts es disposaven de tal manera que feien pendent. Els soldats de la primera línia estaven drets, els de la segona una mica inclinats, i cada línia successivament era una mica més baixa que la precedent fins a l'última, on els soldats descansaven sobre un genoll. Aquesta disposició dels escuts s'anomenava Fastigata testudo ('testudo inclinada'), perquè semblava la inclinació del sostre d'un edifici, diu Polibi. Els avantatges d'aquesta formació eren evidents, ja que les pedres i els projectils dels atacants relliscaven com l'aigua dalt d'una teulada. Els romans estaven acostumats a formar aquesta mena de testudo, com a exercici, als jocs del Circ, segons Titus Livi.